# Марк Минуций Авгурин (трибун)
Марк Минуций Авгурин (на латински: Marcus Minucius Augurinus) е политик на Римската република през 3 век пр.н.е. Произлиза от плебейската фамилия Минуции.
През 216 пр.н.е. той е народен трибун заедно с Квинт Бебий Херений и Луций Скрибоний Либон. Консули са Гай Теренций Варон и Луций Емилий Павел.
Изработва закон за стабилизирането на банковите комисионери, triumviri mensarii (216 пр.н.е.) заедно с колегата си Луций Скрибоний Либон и с iIIviri mensarii-те Луций Емилий Пап (консул 225 пр.н.е. и цензор 220 пр.н.е.), Марк Атилий Регул (консул 227 пр.н.е.).